# Nicolas Janvier (football)
Pour les articles homonymes, voir Nicolas Janvier et Janvier (homonymie).
Nicolas Janvier, né le 11 août 1998 à Saint-Malo (Ille-et-Vilaine), est un footballeur français. Il évolue au poste de milieu de terrain à Alanyaspor.

## Biographie

### Enfance et débuts
Né le 11 août 1998 à Saint-Malo, Nicolas Janvier grandit dans le quartier de la Découverte. Il commence le football avec un club de l'agglomération malouine, la Jeanne d'Arc de Saint-Servan, en septembre 2004, à l'âge de six ans. Deux saisons plus tard, il rejoint les équipes de jeunes du Stade rennais, après avoir passé avec succès une détection. Jusqu'à ses douze ans, il fait l'aller-retour deux fois par semaine entre Saint-Malo et Rennes pour participer aux entraînements de son nouveau club, en plus des matchs joués le week-end. Entré en préformation, il est scolarisé au collège de Cleunay à Rennes, puis rentre au centre de formation du Stade rennais.
En septembre 2013, Nicolas Janvier est sélectionné pour la première fois en équipe de France des moins de 16 ans, avec laquelle il dispute douze matchs durant la saison 2013-2014. Dans le même temps, il est régulièrement surclassé de deux ans dans les équipes de jeunes du Stade rennais, et évolue ainsi en championnat des moins de 19 ans. Aligné à plusieurs reprises en Coupe Gambardella 2014-2015, il marque ainsi un but en quart de finale contre l'AJ Auxerre. Poursuivant son parcours en équipe de France, il évolue alors avec les moins de 17 ans, avec lesquels il se qualifie et dispute le Championnat d'Europe de la catégorie. Remplaçant durant le tournoi, il entre en jeu contre l'Écosse puis contre la Russie, avant d'être titularisé contre la Grèce, la qualification pour le tour suivant étant déjà acquise. De retour sur le banc, Janvier rentre à nouveau en jeu contre l'Italie en quarts de finale, puis contre la Belgique en demies. Lors de ce match, où la qualification se joue aux tirs au but, il manque sa tentative, son tir étant repoussé par le gardien Jens Teunckens. En finale, remportée par les Français contre l'Allemagne, il reste cette fois sur le banc durant toute la partie.

### Débuts professionnels

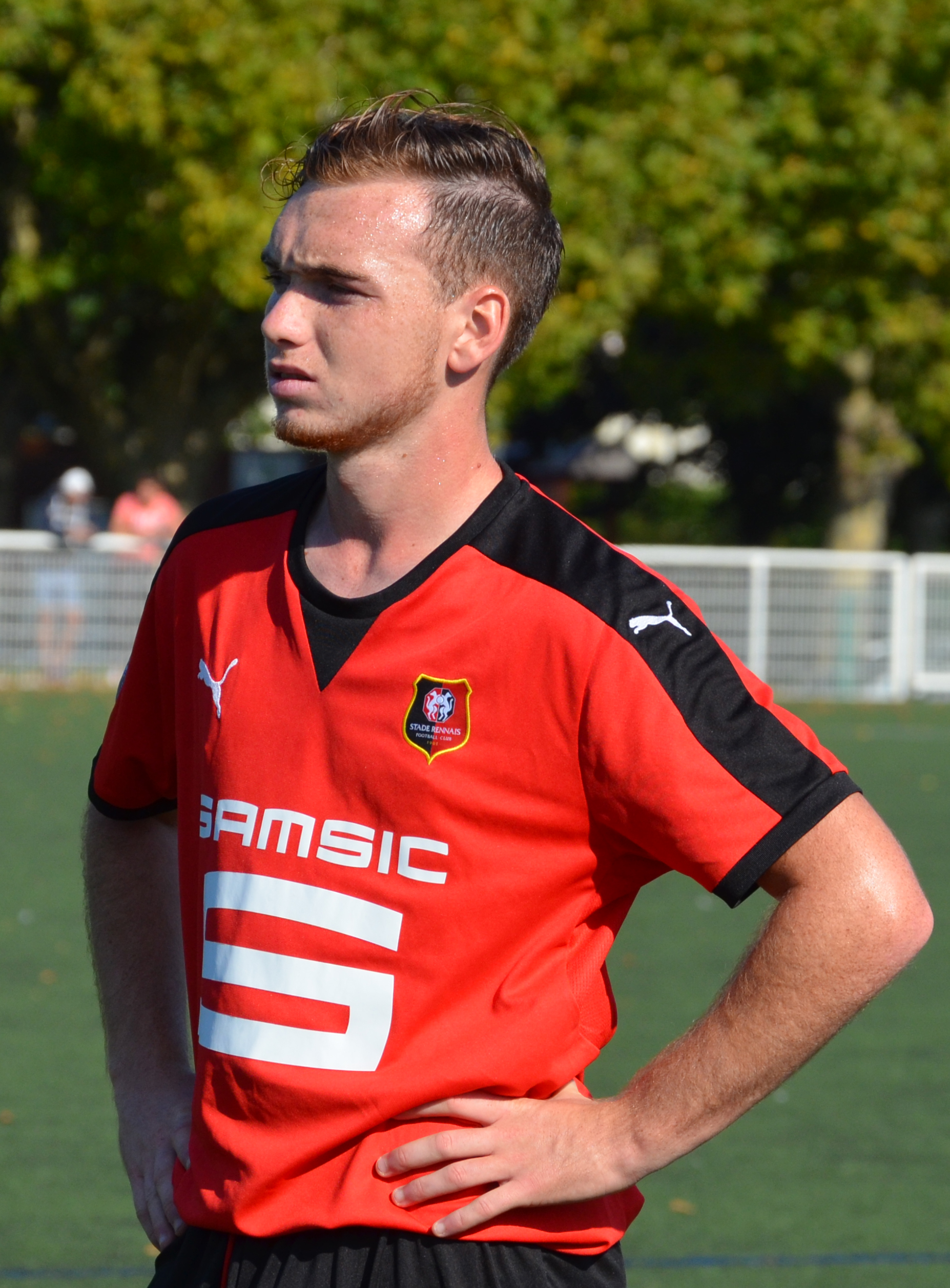
Nicolas Janvier avec les moins de 19 ans du Stade rennais, en septembre 2015.

Le 10 août 2015, à la veille de ses dix-sept ans, Nicolas Janvier signe un premier contrat professionnel d'une durée de trois ans en faveur de son club formateur. Un passage précoce chez les professionnels, seuls Yoann Gourcuff et Damien Le Tallec ayant signé un contrat pro au même âge avec le Stade rennais lors des douze années précédentes. Quelques semaines plus tard, le milieu de terrain fait ses premières apparitions dans le groupe pro : début octobre, il est retenu pour un déplacement de l'équipe rennaise au stade Louis-II face à l'AS Monaco, à l'instar de deux autres jeunes formés au club, Jérémy Gélin et Denis-Will Poha. Cependant, il doit attendre le 11 décembre 2015 et un match disputé au Roazhon Park contre le Stade Malherbe de Caen pour faire ses débuts en Ligue 1, rentrant en jeu en remplacement de Juan Fernando Quintero. Il devient le quatrième plus jeune joueur à porter les couleurs rennaises en compétition officielle, derrière Frédéric Guimard, Hervé Goby et Laurent Huard,.
En avril 2016, il fait partie d'une liste de 58 joueurs sélectionnables en équipe de Bretagne, dévoilée par Raymond Domenech qui en est le nouveau sélectionneur.
Le 21 juin 2019, le club et le joueur décident de résilier le contrat.
Le 20 août 2019, il signe au Vitória SC pour trois ans.
Le 4 juillet 2023, il signe pour trois saison à Alanyaspor.

## Style de jeu
Milieu de terrain, Nicolas Janvier se considère comme un numéro 10, mais est régulièrement aligné au poste de milieu droit. Il se définit comme un joueur au tempérament offensif, dribblant assez peu, mais aimant donner des passes décisives. Ainsi, son joueur modèle est Wayne Rooney. Recruteur pour West Bromwich Albion, Mathieu Louis-Jean assure en 2015 que Nicolas Janvier possède « une intelligence de jeu [qu'il a] rarement vue », tandis que l'entraîneur de l'équipe réserve rennaise, Julien Stéphan, estime dans le même temps qu'il a « beaucoup de qualités », mais qu'il « doit encore progresser dans l'impact physique et la conquête du ballon ». Doté d'une bonne frappe de balle, l'intéressé juge également qu'il doit progresser dans le jeu sans ballon, à travers « l'impact et le volume des courses ».

## Statistiques
| Saison                | Club                  | Championnat           | Championnat | Championnat | Coupe nationale | Coupe nationale | Coupe de la Ligue | Coupe de la Ligue | Compétition(s) continentale(s) | Compétition(s) continentale(s) | Compétition(s) continentale(s) | Total | Total |
| Saison                | Club                  | Division              | M.          | B.          | M.              | B.              | M.                | B.                | Comp.                          | M.                             | B.                             | M.    | B.    |
| 2015-2016             | Stade rennais FC      | Ligue 1               | 3           | 0           | 1               | 0               | 0                 | 0                 | -                              | -                              | -                              | 4     | 0     |
| 2016-2017             | Stade rennais FC      | Ligue 1               | 4           | 0           | 0               | 0               | 2                 | 0                 | -                              | -                              | -                              | 6     | 0     |
| 2017-2018             | Stade rennais FC      | Ligue 1               | 3           | 0           | 0               | 0               | 1                 | 0                 | -                              | -                              | -                              | 4     | 0     |
| 2018-2019             | Stade rennais FC      | Ligue 1               | 1           | 0           | 0               | 0               | 0                 | 0                 | C3                             | 0                              | 0                              | 1     | 0     |
| Sous-total            | Sous-total            | Sous-total            | 11          | 0           | 1               | 0               | 3                 | 0                 | -                              | 0                              | 0                              | 15    | 0     |
| 2019-2020             | Vitória SC            | Liga NOS              | 0           | 0           | 0               | 0               | 0                 | 0                 | C3                             | 0                              | 0                              | 0     | 0     |
| Sous-total            | Sous-total            | Sous-total            | 0           | 0           | 0               | 0               | 0                 | 0                 | -                              | 0                              | 0                              | 0     | 0     |
| Total sur la carrière | Total sur la carrière | Total sur la carrière | 11          | 0           | 1               | 0               | 3                 | 0                 | -                              | 0                              | 0                              | 15    | 0     |

## Palmarès

### En sélection nationale
Avec l'équipe de France des moins de 17 ans, Nicolas Janvier remporte le championnat d'Europe de la catégorie en 2015.